# Бриллиантовые головы
«Бриллиантовые головы» (англ. Diamond Skulls), другое название — «Мрачная одержимость» (англ. Dark Obsession) — кинофильм.

## Сюжет
Хьюго, наследник большого состояния, женат на Джинни. У них маленький сын, и она кажется вполне преданной женой, но тем не менее Хьюго терзаем ревностью: он представляет жену в объятиях коллеги, шпионит за ней, бесится.
Однажды ночью после попойки с однополчанами Хьюго, управляя автомобилем, сбивает насмерть женщину. И все товарищи, кроме одного, убеждают его уехать с места ДТП.

## В ролях
- Аманда Донохью — Джинни Брактон
- Гэбриэл Бирн — лорд Хьюго Брактон
- Струан Роджер — Питер Эгглтон
- Дуглас Ходж — Джейми Скиннер
- Ральф Браун — Джек
- Питер Сэндс — полковник
- Дэвид Дельв — Алек
- Александр Клемпсон — Эдвард
- Кэтрин Ливси — няня
- Майкл Хордерн — лорд Крюн
- Ян Кармайкл — Эксетер
- Мэтью Марш — Рауль
- Джуди Парфитт — леди Крюн
- Сэйди Фрост — Ребекка
- Эдвард Бернхэм — садовник Джон
- Филлида Хьюот — леди Каслмир
- Патрик Филд — детектив
- Джей Бенедикт — Джо
- Эйдзи Кусухара — Эво Нагасаки
- Робин Саммерс — детектив
- Уильям Хойланд — инспектор Орчард